# 工業統計調査
工業統計調査 (こうぎょうとうけいちょうさ、英語: Census of Manufacture) は、総務省・経済産業省の共管調査として、日本における工業の実態を明らかにし、産業政策や中小企業政策など、国や都道府県など地方公共団体の行政施策のための基礎資料を得るとともに、経済センサス-活動調査の中間年における経済構造統計を作成することを目的とした統計法（平成19年法律第53号）に基づいた基幹統計調査である。
2022年から本調査は、経済構造実態調査に包摂されてその一部として実施されることとなり、これまで実施されてきた単体の調査は中止（廃止）されることとなった。

## 概要
毎年行われる調査だが、経済センサス-活動調査を実施する年には行われない。抽出方法は全数調査（裾切り調査）。
工業統計調査は、統計法（平成19年法律第53号）第2条第9項に規定する統計基準である日本標準産業分類に掲げる「大分類Ｅ‐製造業」に属する事業所（国に属する事業所を除く）のうち、4人以上の事業所が対象である。なお、3人以下の事業所についても、調査員が事業所の状況（事業所名、従業者数等）を確認（準備調査）される。
この統計は、産業構造政策、地域産業政策、水資源対策、工場立地対策、中小企業対策等各種施策の立案・実施のための基礎資料、産業連関表、国民経済計算、県民経済計算、鉱工業指数のウェイト算出等の基礎資料、各種調査の標本設計への母集団の提供、各種白書の基礎資料等に幅広く利用されている。 

## 調査事項

### 甲調査票
(従業者が30人以上の事業所)
- 事業所の名称及び所在地[3]
- 本社又は本店の名称及び所在地
- 他事業所（国内）の有無
- 経営組織
- 資本金額又は出資金額
- 従業者数
- 現金給与総額
- 消費税の税込み記入・税抜き記入の別
- 原材料、燃料、電力の使用額、委託生産費、製造等に関連する外注費及び転売した商品の仕入額
- 有形固定資産
- 製造品在庫額、半製品、仕掛品の価額及び原材料、燃料の在庫額
- 製造品の出荷額、在庫額等
- 主要原材料名
- 作業工程
- 製造品出荷額等に占める直接輸出額の割合
- 工業用地及び工業用水

### 乙調査票
(従業者が4人以上29人以下の事業所)
- 事業所の名称及び所在地
- 本社又は本店の名称及び所在地
- 他事業所（国内）の有無 経営組織
- 資本金額又は出資金額
- 従業者数
- 現金給与総額
- 消費税の税込み記入・税抜き記入の別
- 原材料、燃料、電力の使用額、委託生産費、製造等に関連する外注費及び転売した商品の仕入額の合計金額
- 製造品出荷額等 製造品出荷額に占める直接輸出額の割合
- 主要原材料名及び簡単な作業工程